# Hanover Motor Car

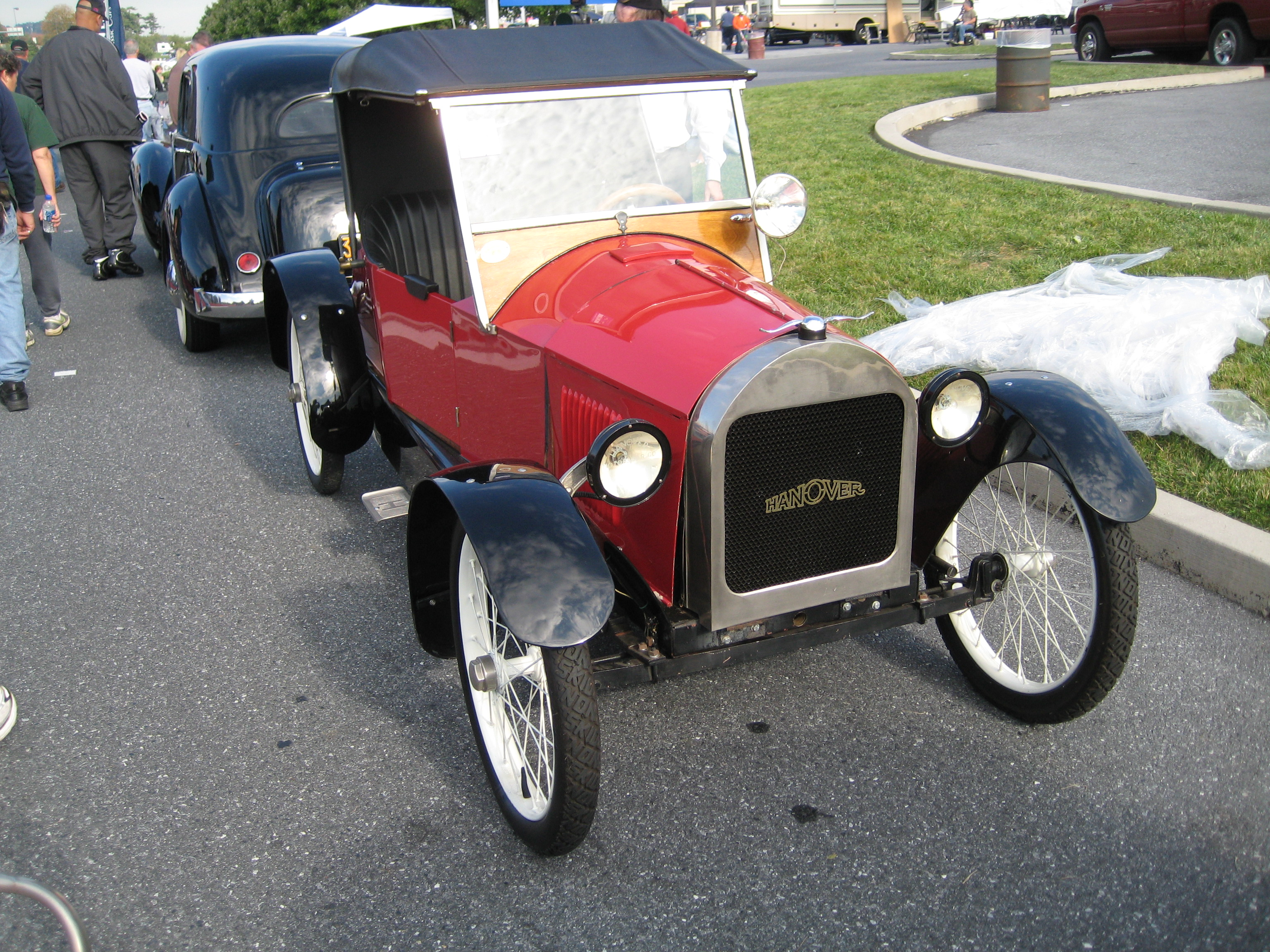
Hanover

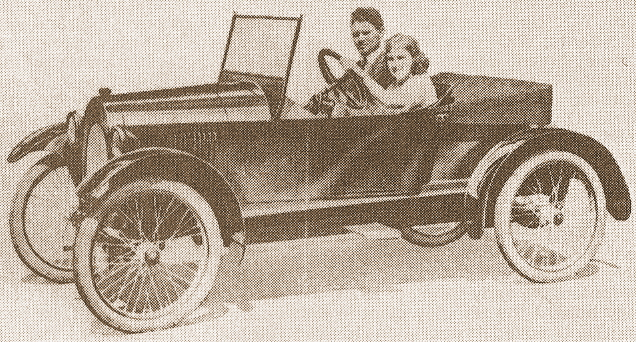
Hanover Light Car (1923)

Die Hanover Motor Car Company war ein US-amerikanischer Automobilhersteller in Hanover (Pennsylvania) und Buffalo (New York). Gegründet wurde die Firma 1921 in Hanover. An diesem Standort entstanden auch 158 Fahrzeuge in den Jahren 1921 und 1922 und weitere Einzelstücke bis 1927. Ab 1922 wurden auch in Buffalo Hanover gebaut. Manche Quellen sprechen von einer Gesamtproduktion von 800 Exemplaren.

## Beschreibung
Der Hanover war als zweisitziger Roadster oder zweisitziger Lieferwagen verfügbar. Er hatte einen Pressstahlrahmen und wurde von einem V2-Motor mit 12/15 hp (11 kW) angetrieben. Der Roadster kostete US$ 345,–, der Lieferwagen US$ 370,–. Der Hersteller garantierte, dass der Benzinverbrauch bei 4,7 ltr. / 100 km lag und ein Satz Reifen mindestens 32.000 km (20.000 mls.) halten sollte. Eine Besonderheit lag darin, dass die Wagen mit Links- oder Rechtslenkung verfügbar waren. Ein wesentlicher Teil der Produktion wurde nach Japan geliefert.
1927 wurde die Fertigung eingestellt.

## Modelle
| Modell    | Bauzeitraum | Zylinder | Leistung       | Radstand | Aufbauten                             |
| --------- | ----------- | -------- | -------------- | -------- | ------------------------------------- |
| Light Car | 1921–1927   | 2 V      | 15 bhp (11 kW) | 2337 mm  | Roadster 2 Sitze, Lieferwagen 2 Sitze |